# Actinodium cunninghamii
Actinodium cunninghamii (Schauer ex Schltdl., 1836) è una pianta appartenente alla famiglia delle Myrtaceae, la sola specie accettata nel genere Actinodium (Schauer ex Schltdl., 1836).
È un arbusto originario della parte meridionale dell'Australia.